# 住如
住如（じゅうにょ）は、江戸時代中期の浄土真宗の僧。浄土真宗本願寺派第15世宗主。西本願寺住職。諱は光澄。院号は信順院。法印大僧正。父は左大臣九条兼晴。養父は第14世寂如。母は左大臣九条道房の子・待姫。室は寂如の娘・瑞光院如浄。第16世湛如（寂如の子）は養子。

## 生涯
父左大臣九条兼晴、母待姫（九条道房の子）の3男として生まれる。実兄に九条輔実、二条綱平がいる。幼少時に西本願寺に入寺し、貞享3年（1686年）11月13日に14歳で寂如の養子となる。
元禄2年（1689年）17歳で得度し、享保6年（1721年）には寂如の7女、常（瑞光院如浄）と結婚する。
こうして寂如の子直丸がまだ幼かったので住如が第15世を継ぐこととなったのだが、それによってこの処置に反対していた考槃院寂円・本徳寺寂宗・顕証寺寂峰（後の第17世法如）らとの仲が悪くなった。しかし、享保11年（1726年）寂如の10男である直丸（第16世湛如）を養子にすることで彼らと和解した。
実父である九条兼晴の妹、つまり住如の叔母に江戸幕府第5代将軍徳川綱吉の御台所・鷹司信子と、霊元天皇の皇后（中宮）・鷹司房子がいたこともあり、幕府や朝廷とは親密であった。
元文4年（1739年）8月6日に示寂。養子の湛如が第16世となる。